# 히람 비손 스타디움
히람 비손 스타디움(영어:Hiram Bithorn Stadium, 스페인어:Estadio Hiram Bithorn)은 푸에르토리코 산후안에 위치한 야구장이다. 과거 MLB 몬트리올 엑스포스의 제2홈구장으로 사용했다.